# Академия за мода
Академия за мода е българско сдружение с идеална цел, създадено през 1994 година в Париж по идея на Донка Ганева (председател) и Любомир Стойков (заместник-председател). Почетен председател на академията е Давид Пизанти, президент на Френската федерация на производителите на готово дамско облекло и директор на Дамския салон на „Прет-а-порте Париж“.
От 2005 година „Академия за мода“ ООД се ръководи от своите 2 съпредседатели Донка Ганева и Любомир Стойков и 2 съвета – журналистически и експертен. От 2014 година председател на Академията за мода е проф.д.н. Любомир Стойков.

## Състав и дейност
Академията за мода се занимава с осигуряването на точна информация за събитията в модата по света, организира срещи, дискусии и пресконференции, посветени на актуалните проблеми на българската и световната модни индустрии, на развитието на дизайна като творчество и изкуство, на ползотворните контакти между журналистите, пишещи на модни теми. Академията за мода е консултант и съорганизатор на такива авторитетни форуми през 2015 година, като Международната конференция „Европейският моден бизнес: тенденции и перспективи“, „Европейски моден форум“ и др.[източник? (Поискан днес)]
Журналистическо жури от 30 модни критици от българските печатни и електронни медии, ръководено от проф. Любомир Стойков всяка година номинира най-добрите дизайнери, модни къщи, авангардни стилисти, модни фотографи и фирми, организирали най-представителни ревюта, а на тържествена церемония се връчва модната награда „Златна игла“. Тя е изработена от бижутера Анжело Красини. Първата церемония се провежда през 1995 г. в Народния театър „Иван Вазов“. Сред членовете на Академията за мода са известните журналисти Николай Кънчев, Тони Рапонска, Мария Георгиева, Магдалена Гигова, Милена Алексиева, Юлия Вълкова, Марио Трифонов, Силвия Кабаиванова, и др.
Друга национална престижна награда, която Академията за мода връчва е призът за най-елегантни българи „БГ модна икона“. Тя се дава за перфектен стил на обличане, висок професионализъм, култура и безупречно публично поведение. Статуетката (дело на Анжело Красини) представлява алегория на смокиновото листо с гравюри на световни модни икони като Жаклин Кенеди Онасис, Мерилин Монро, Лейди Даяна, Коко Шанел, Джорджо Армани, Кристиан Диор, Ив Сен Лоран, Карл Лагерфелд.
През 2005 година Академията за мода учредява и новата награда „Моден Меркурий“ за постижения в областта на модния бизнес и модната индустрия. Автор на металната пластика е известният скулптор Ставри Калинов. Първият носител на „Моден Меркурий“ е „Триумф Интернационал“ (София) за най-сериозен пазарен дял през 2004 година.

## Носители на „Златна игла“
Сред досегашните носители на „Златна игла“ са българските дизайнери Запрян Маринов, Мария Недкова, Натали Генова, Евгения Живкова, Фани Пападопулу, Жана Жекова, Нели Колева, Албена Александрова, Мариела Гемишева, Виргиния Здравкова, Йорданка Чернаева, Мария Мичева, Светла Димитрова, Мира Бъчварова, Кристина и Константин, Георги Колев, Дарина Манченко, Аля Милушева, Боряна и Катерина Цаневи, Авин Стил и др. През последните години носители на „Златна игла“ стават „Агресия“, „Романтика фешън“, Евгения Живкова, Жана Жекова, стилист Капанов, Николай Божилов, Антония Йорданова, Костадин Кръстев – Коко, Васил Германов, Станислав Анастасов – Слав и др.
- През 2015 г. „Златна игла“ получават София Борисова, „Ричмарт“, „Андрюс“, Кирил Чалъков, Христина Ангелова и Диляна Флорентин.
- През 2016 година носители на „Златна игла“ стават Светослав Колчагов, „Феде фешън студио“ с дизайнер Вяра Георгиева, Костадин Кръстев – Коко, Елиза Попова, Теодора Спасова и Йоан Гълъбов.
- През 2017 г. със „Златна игла“ Академията за мода удостоява Мариела Гемишева (Дизайнер на годината), „МЕГЗ“ с дизайнер Миглена Каканашева (Модна къща на годината), Мерлин Арно (Модна иновация), Георги Андинов (Моден фотограф), Алина Манова (Моден гримьор) и Меги Петкова (Най-добър млад дизайнер).
- През 2018 г. със „Златна игла“ – Дизайнер на годината – е удостоен италиански моден дизайнер от български произход Иван Донев, KNAPP – „Модна къща на годината“ с дизайнери Антония Йорданова и Кристина Бъчварова, Христо Чучев – „Булчинска мода“, Елена Златева – „Най-добър млад дизайнер“, Марина Младенова – „Моден гримьор“ и Дилян Марков – „Моден фотограф“.[1]

## Носители на „БГ модна икона“
Първите носители на „БГ модна икона“ през 2009 година са Димитър Бербатов, Мария Илиева, Юлияна Дончева, Миро и Цветелина Бориславова. През годините лауреати на наградата за стил са Лили Иванова, Гала, Валентина Войкова, Евгения Живкова, Валерия Велева, Виктория Петрова, Анелия, Алисия, Галена, Теодора Духовникова, Владимир Карамазов, Графа, Григор Димитров, Николай Сотиров, Пламен Константинов, Орлин Горанов, Васко Василев, Йоана Буковска, Антон Хекимян, Любен Дилов – син, Таня Скринска, Диляна Попова, Илиана Раева, Ники Кънчев, Ники Илиев и др..